# Talgo Travca
Talgo Travca ist eine von Patentes Talgo und Ingeteam entwickelte umspurbare Elektrolokomotive für den Hochgeschwindigkeitsverkehr. Travca wird manchmal auch mit einem Bindestrich als Trav-ca geschrieben und ist ein Initialwort für die spanische Bezeichnung Tren de alta velocidad con cambio de ancho ‚Umspurbarer Hochgeschwindigkeitszug‘.

## Prototyp
Der 2005 gebaute Prototyp Talgo L-9202 wurde auf den Namen Virgen del Buen Camino getauft und 2008 auf der InnoTrans in Berlin vorgestellt. Das Fahrzeug diente hauptsächlich zur Erprobung der später in den Hochgeschwindigkeitszügen der RENFE-Baureihe 130 verwendeten umspurbaren Triebdrehgestellen. Das Projekt wurde vom spanischen Wirtschafts- und Technologieministerium unterstützt.

## DB-Baureihe 105
Die bei Talgo als Teil der Wendezüge ICE L bestellen Lokomotiven der DB-Baureihe 105 wurden in Meldungen ebenfalls als Travca bezeichnet. Talgo verwendet den Markennamen Travca aber auf seiner Webseite bisher explizit für die im Jahr 2008 als Prototyp gebaute Lokomotive, die sich von der Baureihe 105 technisch gravierend unterscheidet.